# Мелешко Валентин Петрович
Валенти́н Петро́вич Меле́шко (нар.29 жовтня 1934, Маріуполь, УРСР, СРСР) — російський геофізик, доктор фізико-математичних наук, заслужений діяч науки РФ.

## Життєпис
Народився 29 жовтня 1934 року в Маріуполі.
Від листопада 1957 року і донині (2018) працює в Головній геофізичній обсерваторії ім. О. І. Воєйкова, у 1994—2007 рр. її директор, перед цим — заступник директора. Остання посада — головний науковий співробітник, керівник відділу динамічної метеорології.
Наукові інтереси: дослідження клімату та його змін методами фізико-математичного моделювання, оцінення впливу наслідків зміни клімату на різні галузі господарської діяльності, розвиток методів прогнозу погоди на тривалі терміни з використанням гідродинамічних моделей атмосфери та океану.
У 1969—1974 і 1981—1986 роках працював у Женеві (Швейцарія) в Об'єднаній групі планування міжнародних наукових програм ВМО (Програма дослідження глобальних атмосферних процесів, Всесвітня програма дослідження клімату).
У 1989—2001 роках як провідний автор брав участь у підготовці трьох доповідей Міжурядової групи експертів зі змін клімату. При підготовці 4-ї доповіді (опублікованої у вересні 2007 року) брав участь як експерт-рецензент.
У 2006—2008 роках — керівник колективу з підготовки першої доповіді Росгідромету про зміни клімату та їх наслідки в Російській Федерації (том 1). Брав участь у підготовці другої такої доповіді.
Опублікував у наукових журналах 145 робіт.
Премія імені М. І. Будико в галузі географії, наук про атмосферу та гідросферу 2010 рок — присуджено за розробку глобальних і регіональних моделей атмосфери та їх упровадження в технологію середньострокового прогнозу погоди, за розробку кліматичної доктрини Російської Федерації.
Заслужений діяч науки РФ (1999).